# Щелкун двухцветный
Щелкун двухцветный (лат. Athous bicolor) — вид щелкунов из подсемейства Dendrometrinae.

## Распространение
Распространены в большей части Европы, от России до Иберийского полуострова.

## Описание
Жук длиной 8—10 мм. Время лёта жука с июня по июль.

## Экология и местообитания
Личинки развивается под землёй, питаясь корнями различных видов травянистых растений.

## Галерея

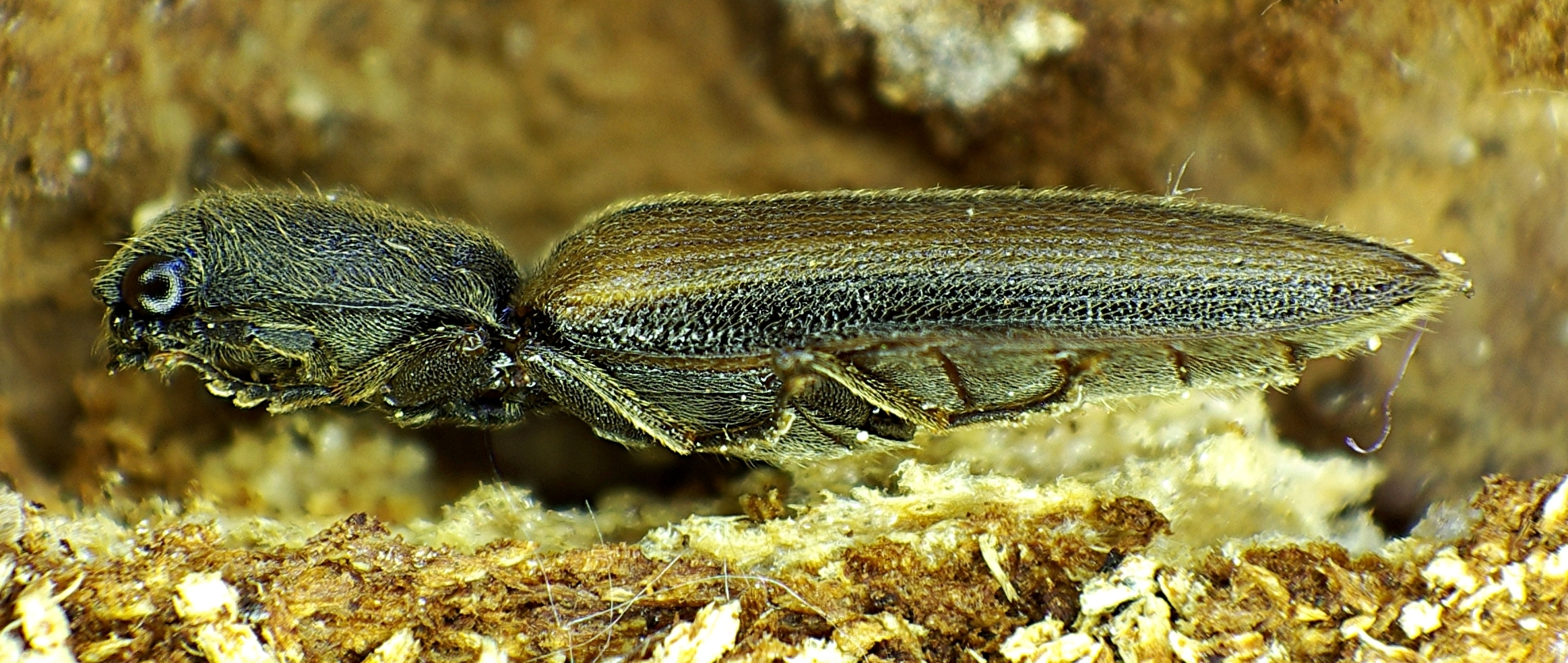
Боковая сторона
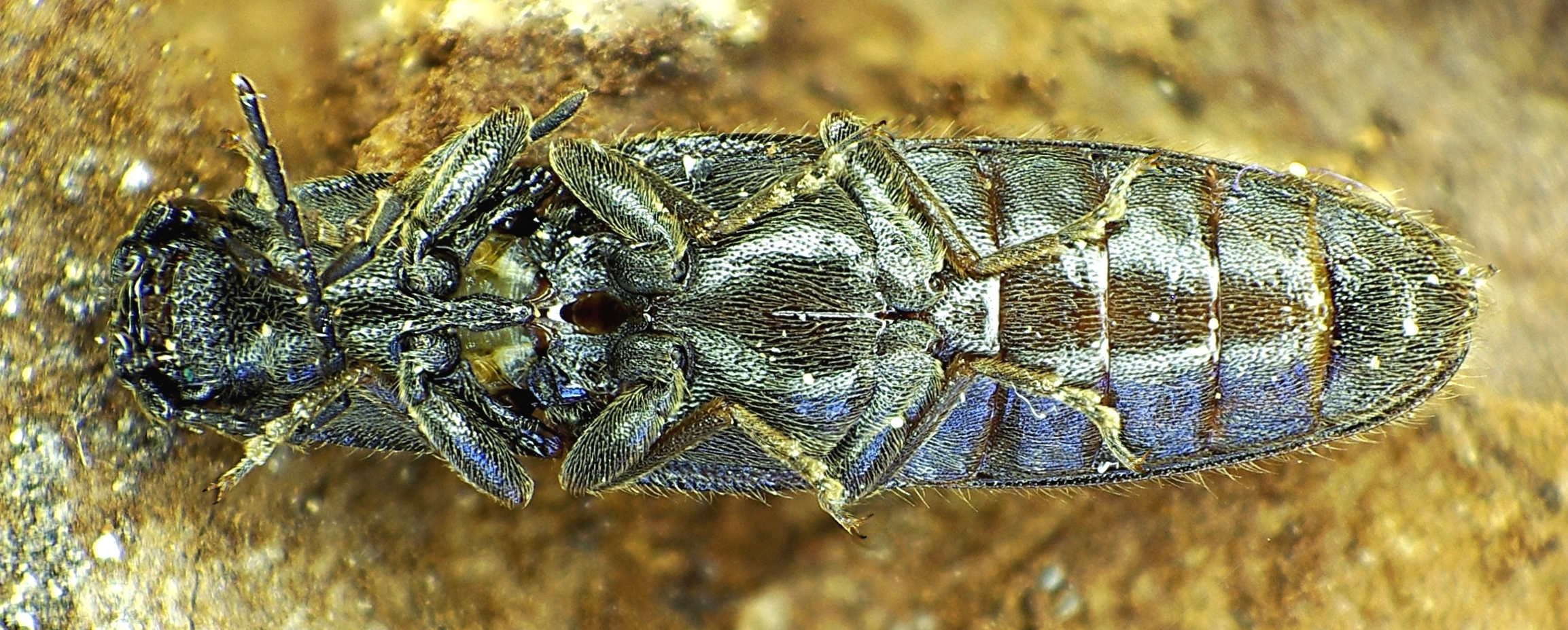
Нижняя сторона
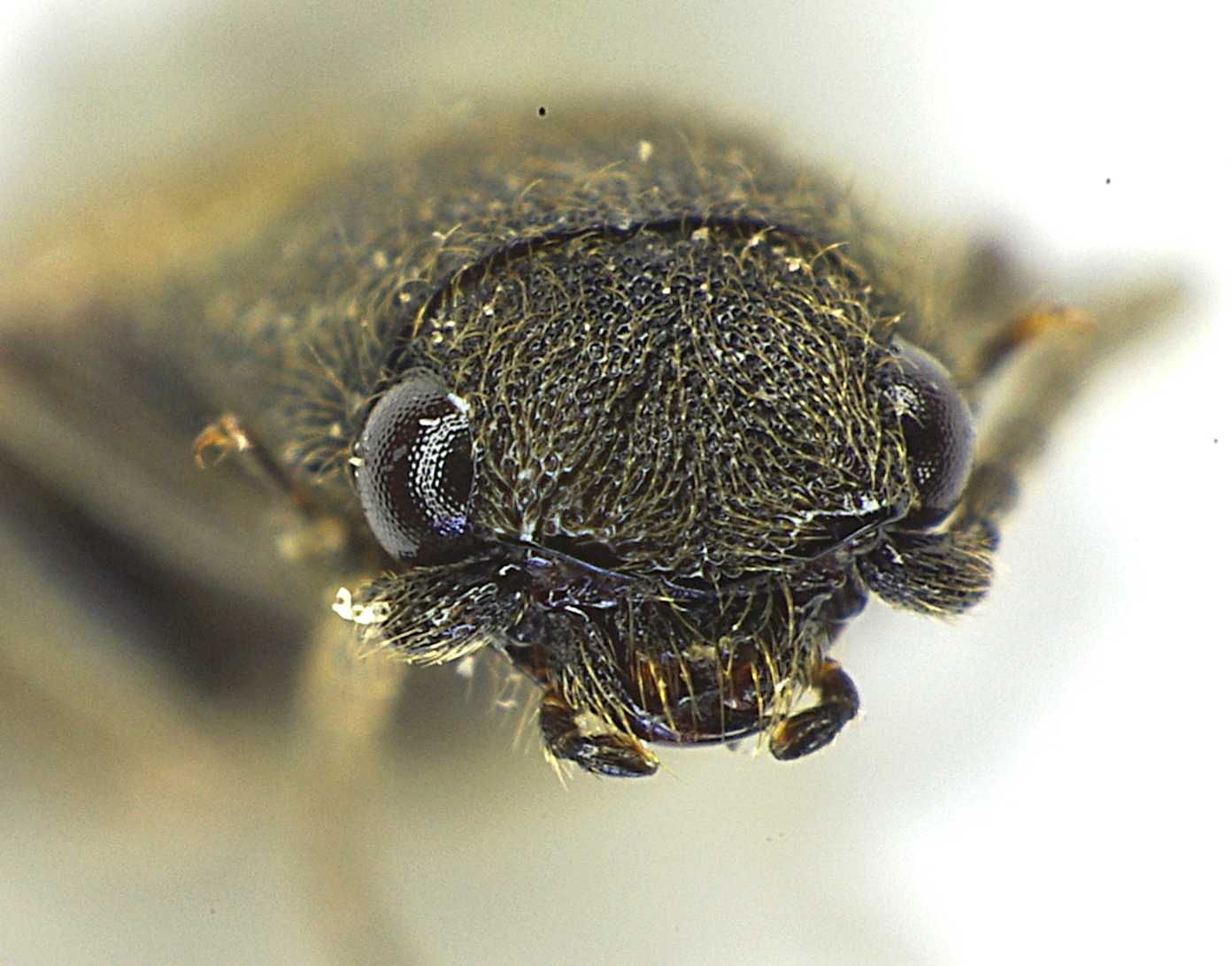
Лоб